# Epidendrum suavis
Epidendrum suavis är en orkidéart som först beskrevs av Heinrich Gustav Reichenbach och Josef Ritter von Rawicz Warszewicz, och fick sitt nu gällande namn av Bernt Løjtnant. Epidendrum suavis ingår i släktet Epidendrum och familjen orkidéer. Inga underarter finns listade i Catalogue of Life.